# Consejo de Ministros de Ucrania
El Consejo de Ministros de Ucrania (en ucraniano: Кабінет Міністрів України), también llamado extraoficialmente como Estado ucraniano o Gobierno ucraniano, es el más alto organismo del poder ejecutivo en Ucrania,  y funciona como Consejo de Gobierno. El Consejo es responsable ante el presidente de Ucrania y bajo el control del mismo lo lleva a cabo la Verkhovna Rada (parlamento). Está compuesto por el primer ministro, un vice primer ministro y diversos ministros encabezando los respectivos ministerios. El Consejo está dirigido por el primer ministro, elegido en el parlamento con la aprobación presidencial. La actual primera ministra es Yulia Svyrydenko, que fue elegida en 2025.

## Autoridad
El Consejo de Ministros dicta resoluciones y órdenes de obligado cumplimiento. Los actos normativos legales del Consejo de Ministros, ministros y otros organismos centrales del poder ejecutivo, están sujetos a su aprobación. Su no aprobación invalida el acto.

## Nombramiento y destitución
Antes de la reforma constitucional aprobada a finales de 2004, y que entró en vigor el 1 de enero de 2006, el primer ministro era propuesto por el presidente y aprobado por el parlamento. Consecuentemente, el resto del Consejo de Ministros es nombrado por el presidente, formalmente propuestos por  el primer ministro, aunque en la práctica la totalidad del Consejo de Ministros era elegido por el propio presidente.
Después de la reforma, el parlamento asume la autoridad tanto de proponer como de aprobar al primer ministro. El candidato es propuesto por la coalición parlamentaria al presidente, que luego la presenta como nominación oficial a la Verkhovna Rada para el proceso de votación formal. Mientras que la propuesta oficial del candidato al parlamento para su aprobación sigue estando en manos del presidente, Jefe del Estado, formalmente no toma parte en la selección del candidato, habiendo una ambigüedad en la posibilidad presidencial de rechazar la candidatura propuesta por la coalición parlamentaria.
El primer ministro, después de su nombramiento, propone a los demás miembros del Consejo de Ministros para su aprobación por parte de la Verkhovna Rada, excepto los ministros de Asuntos Exteriores de Defensa, que son propuestos por el presidente. El primer ministro y su Consejo de Ministros pueden ser destituidos solo por el Parlamento, mientras que con anterioridad a la reforma, el presidente tenía la facultad de destituir el Consejo de Ministros unilateralmente en cualquier momento.
Los miembros del Consejo de Ministros, así como los jefes centrales y locales de los organismos del poder ejecutivo no pueden compatibilizar sus actividades oficiales con otras ocupaciones laborales, excepto la enseñanza, investigación y actividades creativas fuera de su horario laboral, o ser miembro del equipo administrativo o de supervisión de cualquier empresa dedicada a la obtención de beneficios.